# تيغيستي
بلدية تيغيستي (بالإسبانية: Tegueste) هي بلدية تقع في مقاطعة سانتا كروث دي تينيريفه التابعة لمنطقة جزر الكناري جنوب غرب إسبانيا.
حالياً، يُعتقد أن اسم المكان تيغيستي له علاقة بـ طاغاست الجزائر  ، وهي مدينة في شمال أفريقيا حيث ولد القديس أوغسطينوس ومركزًا للثقافة البربرية.

## الديموغرافيا
بلغ عدد سكان بلدية تيغيستي 10.874 نسمة عام 2011 (وفقاً للمعهد الوطني للإحصاء الإسباني).
| 8.558 | 8.853 | 9.816 | 10.279 | 10.461 | 10.666 | 10.874 |